# Aeroplane
«Aeroplane» es una canción de la banda californiana Red Hot Chili Peppers, que forma parte de su álbum One Hot Minute, lanzado en 1995. Es la segunda canción del disco y el tercer sencillo de promoción del mismo. Dave Navarro toca la guitarra en esta canción, y es una de las pocas canciones del álbum que conserva el estilo funk-rock anteriormente mostrado por la banda con John Frusciante y/o el propio Hillel Slovak.

## Lista de canciones

### Aeroplane Single CD1
1. «Aeroplane» (Clean Edit)
2. «Backwoods» (Live)
3. «Transcending» (Live)
4. «My Friends» (Live)

- Las canciones en directo fueron grabadas en Róterdam (Países Bajos) en 1995

### Aeroplane Limited Edition Single CD2
1. «Aeroplane» (Álbum Versión)
2. «Suck My Kiss» (Live)
3. «Suffragette City» (Live)

- Las canciones en directo fueron grabadas en Róterdam (Países Bajos) en 1995

## Los niños de Aeroplane
Esta es la lista de niños que cantan los coros en Aeroplane y que aparecen bailando disfrazados de avión en el videoclip de la canción
- Clara Balzary
- Bailey Reise
- Askia Ndegéocello
- Nadia Wehebe
- Sarabeth Kelly
- Matthew Kelly
- Phillip Greenspan
- Perry Greenspan
- Veronica Twigg
- Remy Greeno
- Jaclyn Dimaggio
- Heyley Oakes
- Nikolai Giefer
- Taiana Giefer
- Nina Rothburgh
- Sheera Ehrig
- Jade Chacon

## Censura
Fue uno de los temas incluidos en la Lista de canciones inapropiadas según Clear Channel Communications tras los atentados del 11 de septiembre de 2001.

## Posicionamiento
- US Modern Rock: 8
- United Kingdow: 11
- US Mainstream Rock: 12
- Australia: 35